# Witówko

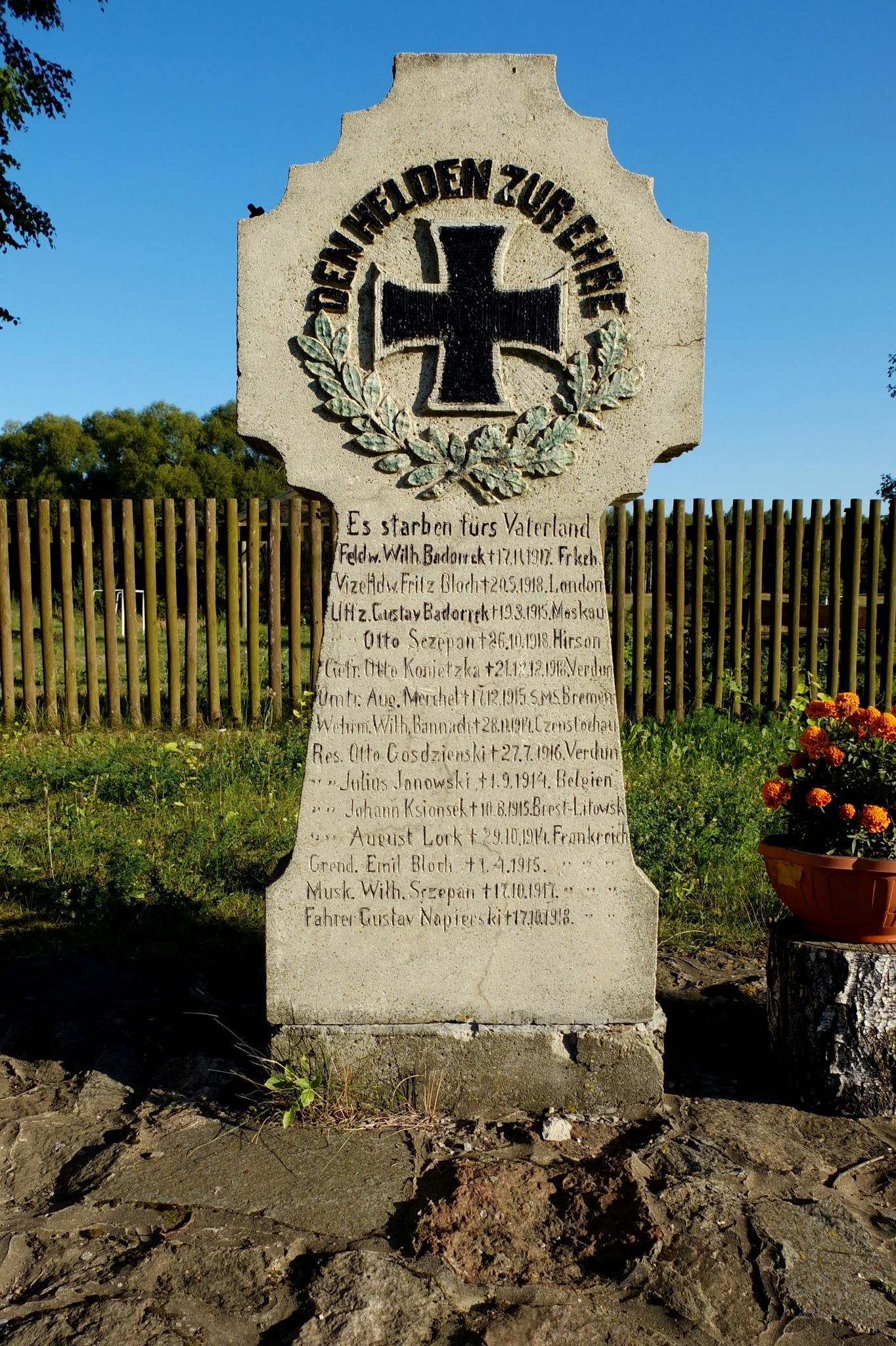
Witówko - pomnik poległych w trakcie I wojny światowej mieszkańców wsi

Witówko (niem. Ittowken, w latach 1938–1945 Ittau) – wieś w Polsce położona w województwie warmińsko-mazurskim, w powiecie szczycieńskim, w gminie Jedwabno.

## Historia
W latach 1975–1998 miejscowość administracyjnie należała do województwa olsztyńskiego.

## Pomnik żołnierzy
W 2007 roku mieszkańcy odnowili ustawiony po I wojnie światowej pomnik żołnierzy, którzy pochodzili tej wsi i zginęli na froncie. Znajduje się na nim napis : Es starben fürs Vaterland, a po nim są wymienione nazwiska, daty i miejsca śmierci:  Wilhelm Badorrek 17.11.1917 Francja, Fritz Bloch 20.05.1918 Londyn, Gustav Badorrek 19.03.1915 Moskwa, Otto Sczepan 26.10.1918 Hirson, Otto Konieczka 21.12.1918 Verdun, August Merchel 17.12.1915 SMS „Bremen”, Wilhelm Bannach 28.11.1914 Częstochowa, Otto Gosdzienski 27.7.1916 Verdun, Julius Janowski 1.9.1914 Belgia, Johann Ksionsek 10.8.1915 Brześć Litewski, August Lork 29.10.1914 Francja, Emil Bloch 1.4.1915 Francja, Wilhelm Sczepan 17.10.1917 Francja, Gustav Napierski 17.10.1918 Francja.